# Боровина (Верховазький район)
Борови́на (рос. Боровина) — присілок у складі Верховазького району Вологодської області, Росія. Входить до складу Нижньо-Вазького сільського поселення.

## Населення
Населення — 84 особи (2010; 73 у 2002).
Національний склад (станом на 2002 рік):
- росіяни — 99 %